# Azola americká
Azola americká (Azolla filiculoides) je drobná, rychle se rozrůstající kapradina, původní americký druh rodu azola. Patří mezi malé sladkovodní kapradiny, které žijí ve vzájemné symbióze s modrozelenou sinicí Anabaena azollae.
Tato invazní vodní rostlina, která se v České republice vyskytuje jen vzácně, je považována za zdomácnělý neofyt, který byl do české přírody v minulosti vypuštěn asi záměrně. První věrohodné zprávy o jejím výskytu jsou již z roku 1895.

## Rozšíření
Druh je za autochtonní považován jak na západě Severní, tak i ve Střední a v části Jižní Ameriky. Odtud se rozšířil, patrně přes botanickou zahradu nebo nezodpovědného pěstitele, na pomalu tekoucí řeky i kanály a hlavně na stojaté vody v rybnících, jezerech a přírodních močálech. Dostal se téměř do celé Evropy, tropické Asie, do střední a jižní Afriky i do Austrálie a Tichomoří.

## Popis
Je to jednoletá nebo vytrvalá vodní bylina splývající po vodní hladině s vidlicovitě rozvětvenými lodyhami 1 až 5 cm dlouhými. Ze spodní strany lodyhy rostou dlouhé adventní kořínky a z horní vyrůstají ve dvou řadách listy, které se hustě střechovitě překrývají a mají po dvou nestejně velkých lalocích. Větší je horní, obvykle po hladině plovoucí okrouhlý lalok, nejvýše 2,5 mm dlouhý a 1,5 mm široký, má blanitý okraj a na svrchní straně jednobuněčné chlupy. Menší spodní lalok je ponořený. Rostliny v důsledku změn v intenzitě slunečního záření a teploty vody mění barvu listů ze zelené na hnědou až načervenalou.
Přestože je uváděna ideální teplota vody 23 až 26 °C, je tento druh k poklesu teploty poměrně tolerantní. Úlomky lodyhy někdy dokážou přežít i krátkodobé zmrznutí vodní hladiny, většinou však ve středoevropských podmínkách přes zimní období rostlina hyne. Svými tenkými kořínky není zakotvena do dna, a proto se nemůže vyskytovat v tekoucí vodě. Je schopna po vyschnutí vody po nějakou dobu přežívat na vlhkém substrátu.

## Rozmnožování
Za příznivých podmínek se azola americká může rozmnožovat pohlavně výtrusy. Na spodním laloku prvního listu na odbočné větvičce z lodyhy vyrůstají dva nestejně velké sporokarpy (plodnice). Menší sporokarp obsahuje jedno megasporangium (megaspora) se samičími a větší sporokarp několik mikrosporangií (mikrospora) se samčími výtrusy. Oplodněné megaspory mohou po delší dobu přetrvávat v suchu a zachovat si klíčivost, bývají roznášeny přilepené k peří ptáků nebo k chlupům savců na vzdálená místa. Vytváření sporokarpů je podmíněno délkou a intenzitou osvětlením i teplotou vody.
Mnohem rychleji se průběžně rozmnožují vegetativně rozrůstáním, z kousku odlomené lodyhy vzniká samostatná rostlina. Za příhodných podmínek rostlina za 10 dnů zdvojnásobí plochu, na které roste, a během jedné sezony dokáže pokrýt vodní hladinu vrstvou 20 až 30 cm tlustou.

## Význam
Zajímavá je symbióza se sinici Anabaena azollae, která žije v jejích listových buňkách a ukládá tam vzdušný dusík. Využívá se např. ke hnojení na rýžovištích, kde se speciálně vypěstovaný koberec vzrostlých rostlin vytáhne na břeh a nechá zaschnout. Následně se vhodí do vody, kde se rozloží, a v listech obsažený dusík obohatí vodu o živiny. Tento způsob se již po mnoha staletí praktikuje hlavně v Asii při pěstování rýže, před rozšířením azoly americké se takto nakládalo s jinými druhy rodu. Rostlina slouží také jako výživné krmivo pro některá hospodářská zvířata. Provádějí se též výzkumy s fytoremendiaci pro čištění odpadní vody.
Hrozbou pro tropická jezera a kanály se staly tyto invazní rostliny, které v krátké době zcela pokryjí vodní hladinu. Tím zastíní sluneční svit a způsobí odumírání jiných vodních rostlin a řas, vymírání vodních živočichů i podstatné zhoršení kvality vody, která se zakaluje, zapáchá a přestává být pitnou. Snižuje průtočnost odvodňovacích kanálů a zvyšuje riziko povodní. Omezuje i možnost sportovního využití vodní plochy i plavbu menších člunů.

## Ochrana
Na rozdíl od Ameriky nežije v Evropě ani Africe žádný přirozený škůdce, který by růst rostliny omezoval. V Evropě jsou činěny pokusy s chovem nosatcovitého brouka Stenopelmus rufinasus, který by měl rozpínavost azoly americké omezovat. V některých evropských státech je považováno za trestný čin vysazování tohoto druhu do volné přírody. Evropská společnost pro invazních druhy (NOBANIS) zařadila azolu americkou mezi nejnebezpečnější invazní druhy bioty, které se v Evropě vyskytují.

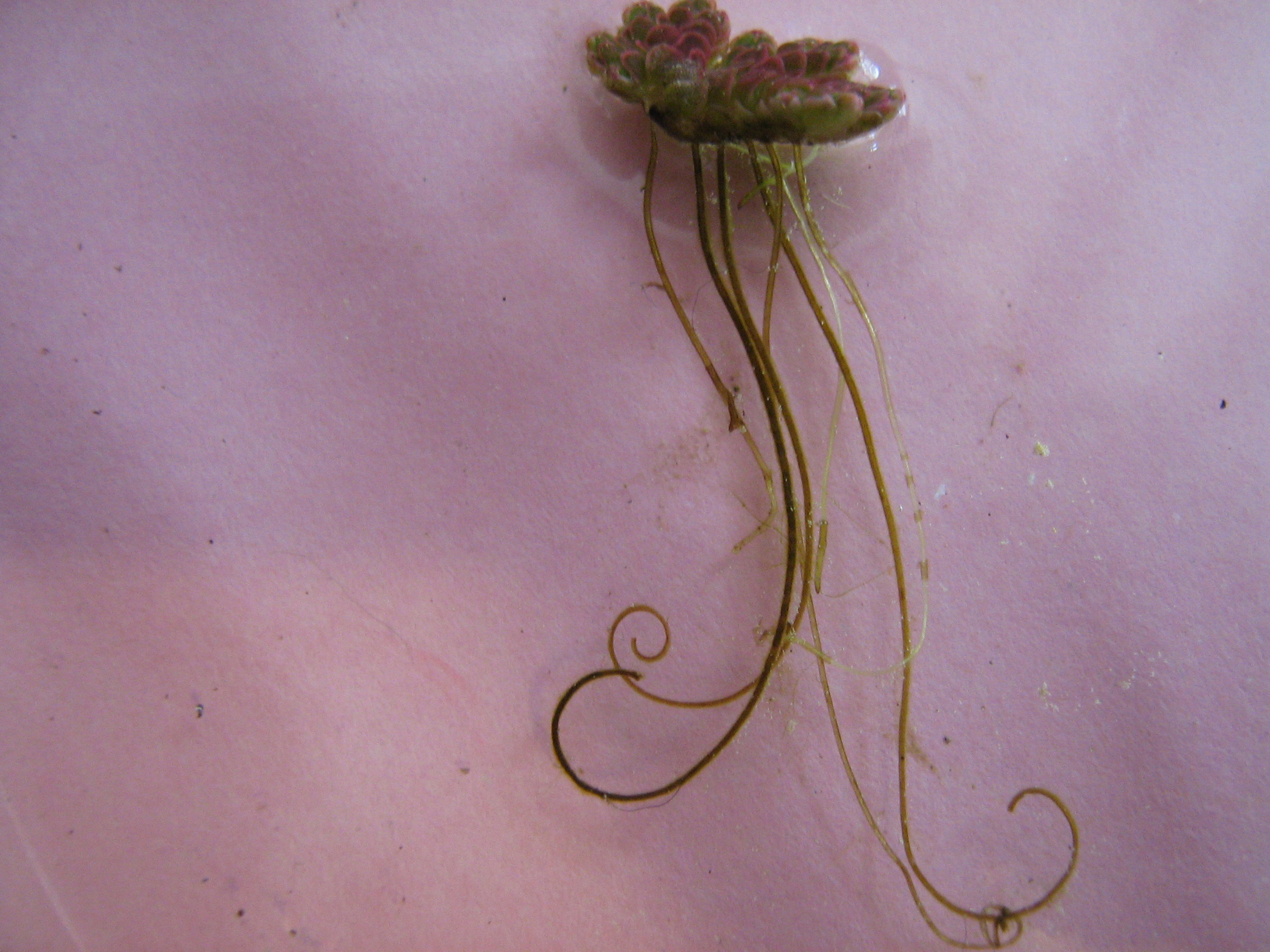
Kořínky rostliny
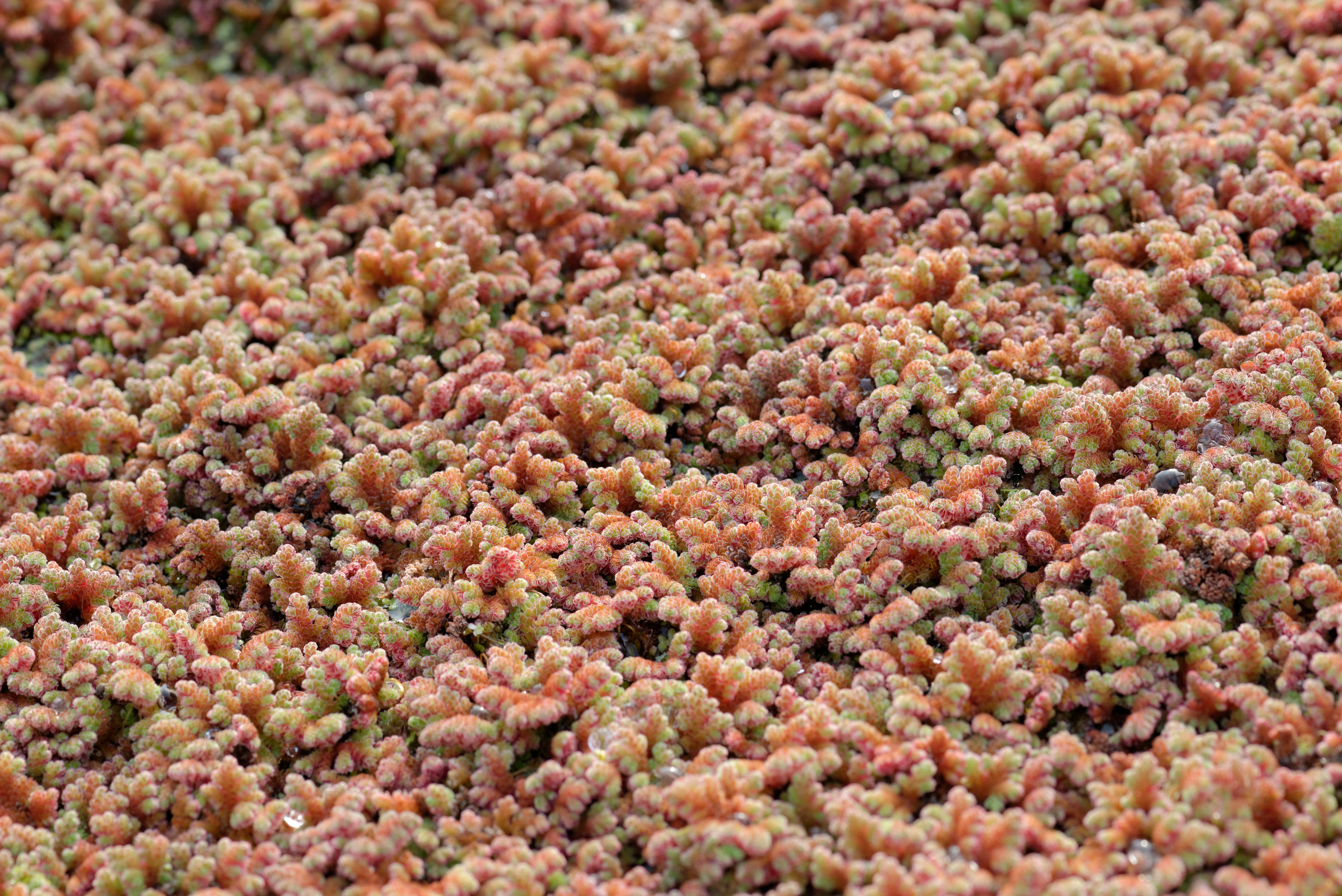
Rostoucí rostliny
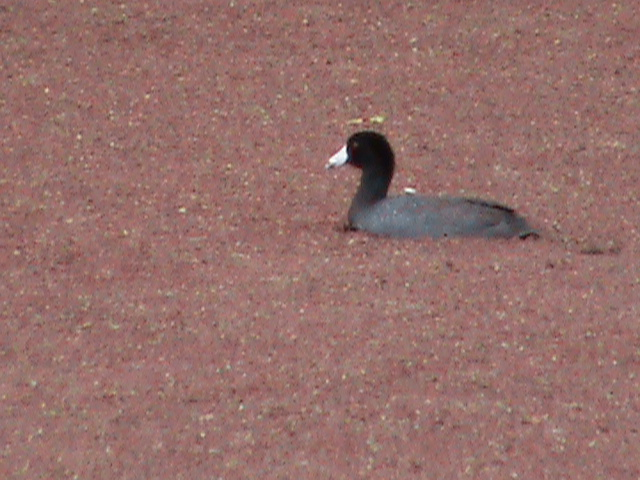
Pokrytá hladina